# Thomas Allander
Claes Thomas Allander, född 5 september 1948 i Enskede församling, är en svensk singer-songwriter. 
Allander har hållit kurser i gitarrspel och  ukulele i TV och är även känd som "Ukulelemannen". Han stod som arrangör vid den stora ukulelefestivalen 2007 på Långholmen i Stockholm som samlade 401 ukulelespelare till ett världsrekord i "största ukuleleorkestern".

## Diskografi
- 1967 – After All (tillsammans med Lars Karlsand, Fontana  271 269 TF)
- 2005 – Tystnadens språk  (Musik & Människa Förlag TA 01)